# Gorgota (gmina)
Gorgota – gmina w Rumunii, w okręgu Prahova. Obejmuje miejscowości Crivina, Fânari, Gorgota, Poienarii Apostoli i Potigrafu. W 2011 roku liczyła 5207 mieszkańców.